# Karl Nasemann
Karl Nasemann (* 17. Mai 1908 in Hannover; † 21. November 2000 ebenda) war ein deutscher Arbeiter und Gewerkschaftsfunktionär. Der Widerstandskämpfer gilt als Zeitzeuge und als beispielhaft für den „Widerstand der kleinen Leute“ gegen das NS-Regime.

## Leben
Karl Nasemann wurde noch zur Zeit des Deutschen Kaiserreichs in der hannoverschen Nordstadt geboren, in der er seine Jugend verlebte und eine der dortigen Volksschulen besuchte. Laut dem Adressbuch, Stadt- und Geschäftshandbuch der Königlichen Residenzstadt Hannover und der Stadt Linden von 1910 gab es seinerzeit sieben Haushaltsvorstände mit dem Namen Nasemann unter verschiedenen Adressen.
In der Weimarer Republik kaum 14 Jahre alt geworden, begann Karl Nasemann im Mai 1922 eine Ausbildung als Dreher „in der Schmirgelfabrik“, der Vereinigten Schmirgel- und Maschinenfabriken AG (VSM) in Hainholz, wo zugleich auch Nasemanns Vater beschäftigt war.
Gleichzeitig mit dem Beginn seiner Lehre trat Nasemann der Sozialistischen Arbeiterjugend (SAJ) bei, deren Bildungs- und Schulungsabende er besuchte. Zudem nahm er an den in den 1920er Jahren von der SAJ organisierten Wanderfahrten teil und wurde Mitbegründer einer Musikgruppe. In seiner Freizeit besuchte er außerdem den in Vahrenwald aktiven Arbeitersportverein Freie Turnerschaft Vahrenwald.
In seinem dritten Lehrjahr wurde Nasemann Mitglied des Deutschen Metallarbeiter-Verbands (DMV). Doch nach dem Ende seiner Lehrzeit wurde der Jugendliche im Jahr 1926 entlassen. In der Folge schlug er sich zeitweilig als Kraftfahrer durch.
Im Jahr der Machtergreifung durch die Nationalsozialisten arbeitete Nasemann noch im Frühjahr 1933 als Fahrer für das Seidenhaus Marx, „eine Firma, die wegen ihres jüdischen Inhabers am 1. April 1933 von der Boykott-Aktion der Nationalsozialisten betroffen“ wurde. Während einer Arbeitspause in einem Lokal am Klagesmarkt erfuhr Nasemann von der am selben Tag erfolgten Besetzung des Gewerkschaftshauses, mit deren Einzelheiten sich ein Mann der SA brüstete: Ein Sturm der SS sei am Gewerkschaftshaus vorbeimarschiert, bis aus dem Kellerlokal Schüsse fielen; das heimlich verabredete Signal zum Sturm auf das Gebäude. Als Zeitzeuge erinnerte Nasemann später daran, dass schon einen Monat vor den Großaktionen gegen sämtliche anderen Gewerkschaftshäuser in Deutschland in Hannover bereits „die gesamte Partei- und Gewerkschaftsarbeit“ der dortigen Sozialdemokraten zusammengebrochen war.
Trotzdem versuchte Karl Nasemann gemeinsam mit einigen Freunden eine Fortführung der politischen Arbeit. Dazu zählte beispielsweise die Verteilung von Flugblättern oder die Verbreitung von Stempelaufdrucken mit dem Text „Füllt nicht die Sammelbüchsen der Rüstungsindustrie“.
Doch genau in dem zum wichtigen Waffenhersteller umfunktionierten und unter scharfer politischer Überwachung stehenden Großunternehmen Hanomag erhielt Nasemann im Jahr 1935 nun eine Anstellung. Dennoch gelang die Bildung einer kleinen Gruppe vertrauenswürdiger Kollegen, die sich gegenseitig unterstützten unter dem Motto „Solidarität ist unsere einzige Waffe!“
Während des Zweiten Weltkrieges begegnete Nasemann von 1940 bis 1945 zunächst bei der Hanomag eingesetzten Kriegsgefangenen und Zwangsarbeitern. Als unter Bewachung von SS-Posten in den Fabrikhallen Anfang 1945 Häftlinge aus Konzentrationslagern als Zwangsarbeiter eingesetzt wurden, gelang es Nasemann und anderen trotz Verbotes immer wieder, den Geschundenen aus dem Konzentrationslager Mühlenberg mitunter wenigstens durch Zuspruch, insbesondere aber durch Beschaffung von Essen und Trinken und durch medizinische Unterstützung zu helfen.
Nach dem Kriegsende und noch unter der Britischen Militärregierung beteiligte sich Nasemann „am Aufbau des ersten provisorischen Betriebsrates bei der Hanomag“, als dessen Mitglied er sich für seine Kollegen einsetzte.
In der Nachkriegszeit wechselte Karl Nasemann zu den Städtischen Betriebswerken Hannovers, in denen er sich als Betriebsrat und in der gewerkschaftlichen Arbeit einbrachte sowie in der neu gegründeten SPD. Zudem wurde er in der Jugendarbeit der Sozialistischen Jugend Deutschlands – Die Falken aktiv.
Als Rentner wurde Nasemann im Jahr 1974 Mitglied des 2. Seniorenbeirates der Stadt Hannover. Zudem wirkte er in der Gewerkschaft ÖTV als Sprecher der Rentner und Pensionäre und beim Deutschen Gewerkschaftsbund (DGB) als Mitbegründer des DGB-Seniorenkreises Hannover.
Für sein Lebenswerk, den unermüdlichen Einsatz für seine Mitmenschen, wurde Karl Nasemann im Jahr 1984 mit der Stadtplakette der Landeshauptstadt Hannover ausgezeichnet.
In seinen Memoiren hielt Nasemann 1991 für die Nachwelt fest:

„Mein größtes Anliegen bleibt es, dass gerade meine Generation, die zwei Weltkriege und die Unmenschlichkeit einer zwölfjährigen nationalsozialistischen Herrschaft miterlebt hat, weiterhin aktiv und wachen Auges die deutsche Demokratie festigen und ausbauen hilft.“

Auch posthum würdigte beispielsweise im Jahr 2010 die Gedenkstätte Ahlem und der Historiker Karljosef Kreter bei einer Veranstaltung mit Vorträgen und Film-Dokumenten im Haus der Region Hannover den „stillen Helden“ Nasemann.

## Familie
Der Geschäftsführer des städtischen Gesamtbetriebsrates war verheiratet mit der Verwaltungsangestellten Edith Nasemann (* 1931), deren Arbeitsplatz sich nach 1956 lange im Neuen Rathaus Hannovers fand. Sie spickte oftmals die Terminmappe ihres Mannes mit Vorlagen für dessen Arbeit. Die Sozialdemokratin trat im Jahr 1956 der SPD bei, wohnte viele Jahre in Döhren, war Mitglied im Stadtbezirksrat Döhren-Wülfel und wohnte Anfang des 21. Jahrhunderts in der Südstadt von Hannover.

## Karl-Nasemann-Weg
Aufgrund eines interfraktionellen Antrages beschloss der Stadtbezirksrat im hannoverschen Stadtbezirk Ricklingen am 2. Juni 2005 einstimmig die Benennung eines bis dahin unbenannten Weges, der von der Tresckowstraße am südlichen Ende des Manele-Süss-Weges in Richtung Westen im Stadtteil Wettbergen führt, als Karl-Nasemann-Weg.

## Archivalien
An Archivalien von und über Karl Nasemann finden sich beispielsweise
- dessen Nachlass im Stadtarchiv Hannover[2]